# Do the Bartman
Do the Bartman är en sång från The Simpsonsalbumet The Simpsons Sing the Blues från 1990. Det är den första sången på albumet, och det blev även den första singeln. 1992 gjorde Shonen Knife en cover på japanska, som togs med som b-sida på deras singel "Do the Knife".

## Listframgångar
"Do the Bartman" spelades in 1990. Mellan januari och mars samma år var det den mest spelade musikvideon på amerikanska MTV. Det gick även bra för den i utlandet, den toppade bland annat singellistan i Storbritannien i tre veckor, mellan den 16 februari och den 2 mars. Framgången i Storbritannien blir inte mindre beundransvärd om man tänker på att vid tiden för singelsläppet, hade The Simpsons ännu inte sänts i brittisk, marksänd TV, och skulle så inte heller bli förrän 5 år senare. Allt som allt sålde singeln 500 000 ex, vilket gav den en guldskiva av BPI. Den släpptes dock aldrig som singel i Nordamerika.
Det gick även bra för "Do the Bartman" i Irland, där den tillbringade 9 veckor på singellistans förstaplats. Endast 6 singlar har innehaft förstaplatsen där en längre tid. I Australien blev den 1991 års elfte mest sålda singel, efter att ha nått förstaplatsen i mars samma år. Lanseringen fick extra hjälp av att den visades innan Edward Scissorhands på biografer över hela världen.
I Sverige kom den in på singellistan den 13 februari 1991, och den 27 mars nådde den sin högsta placering, en tredjeplats, där den låg i totalt sex veckor. Den låg på topp 40 i 18 veckor. I Norge låg den på förstaplatsen i en vecka, och på topp 10 i 9 veckor.
När "Do the Bartman" släpptes, fick Bryan Loren äran för att ensam ha både skrivit sången och producerat den, men senare avslöjade Matt Groening att Michael Jackson hade hjälpt till med både låtskrivandet och producerandet.

## Musikvideon
Musikvideon till "Do the Bartman" har den klassiska handlingen; Bart gör uppror mot överheten. Han bestämmer sig för att dansa som han själv vill under en strängt förbestämd dansuppvisning på Springfield Elementary School.
Musikvideon har produktionskoden 7F05 och regisserades av Brad Bird, med danskoreografi av Michael Chambers samt Bryan Loren som författare för Left Hand Productions. Den animerades (i samarbete med Klasky-Csupo) av Varga Studio, en firma från Budapest, Ungern.
Videon finns med på den fjärde skivan av DVD-boxen The Simpsons: The Complete Second Season. När MTV listade de bästa, respektive sämsta, musikvideorna någonsin, kom "Do the Bartman" högt upp på listan över de sämsta.
Dan Castellaneta, Julie Kavner, Nancy Cartwright, Yeardley Smith och Harry Shearer är krediterade som röstskådespelare i musikvideon, Pamela Hayden som supporting cast och Marcia Wallace som gästskådespelare.

## Metareferenser
Själva sången "Do the Bartman" har aldrig spelats eller visats i programmet, men det har gjorts referenser till den ett antal gånger:
- På The Simpsons: The Complete Second Season, visas en director's cut, där klippet där de "häftiga killarna" dansar, ersätter dansscener från Statue of Liberty Harbor i Paris och från raserandet av Berlinmuren.
- I avsnittet "Simpson Tide" från 1998 sjunger Bart sångtexten och dansar samma dans som i musikvideon, för att bevisa för sin klass att han fortfarande är cool. Enda responsen kommer från Ralph Wiggum, som oberört säger "That is so 1991".
- I tredje delen av avsnittet "Tales from the Public Domain" görs en parodi på Hamlet, som här har fått namnet "Do The Bard, Man."
- I "Special Edna" frågar Lisa "What happened to the Bart who put mothballs in the beef stew?" Det är en rad från sången.
- I "The Wandering Juvie", frågar Bart Gina Vendetti "Are you looking to do the Bartman?" när hon blir kär i honom.
- När Bart får en hjärtattack och ligger på golvet i "The Heartbroke Kid", hetsar Homer honom "Come on Bart, Do the Bartman! Do the Bartman!! Oh, why don't you dance?!! DANCE!!!"
- I videospelet "The Simpsons Hit & Run" säger Bart "Everybody do the Bartman!".
- I Simpsons Comics #59, i serien "Faking the Band", försöker Homer starta ett eget pojkband. Under provsjungningen sjunger Bart "Do the Bartman". Lisa påpekar att hon är trött på att höra den sången.
- Den tredje delen av avsnittet "Revenge Is a Dish Best Served Three Times", en parodi av Batman, är Bart en superhjälte som försöker hämnas sina mördade föräldrar), och har fått namnet "Bartman Begins".